# Liudmila Grómova
Liudmila Grómova (Miass, Rusia, 4 de noviembre de 1942) es una gimnasta artística soviética, campeona olímpica en el concurso por equipos en Tokio 1964.

## Carrera deportiva
En las Olimpiadas celebradas en Tokio en 1964 consigue el oro en el concurso por equipos, quedando las soviéticas situadas en el podio por delante de las checoslovacas y japonesas, y siendo sus compañeras de equipo: Polina Astakhova, Larisa Latynina, Tamara Manina, Elena Volchetskaya y Tamara Zamotaylova.